# 里林水库
里林水库是中国浙江省台州市仙居县境内的一座水库，位于永安溪支流九都坑上，建于1978年。水库正常库容为1280万立方米，集雨面积为92平方千米，海拔为183米。